# 约瑟夫·迈克尔·斯特拉日恩斯基
约瑟夫·迈克尔·斯特拉日恩斯基（Joseph Michael Straczynski，暱稱喬（Joe），常縮寫為JMS，1954年7月17日—），是一位获奖颇丰的美国编剧、制片人、作家。他曾经写过剧本、小说、短篇小说、連載漫畫以及广播剧。較著名的作品包括科幻电视剧集《巴比伦五号》、電影 《陌生的孩子》、Netflix影集《超感8人組》，漫威漫畫的《索爾》（和其改編電影）、《銀色衝浪手》和《蜘蛛人》，以及DC漫畫的《超人》、《神力女超人》和守護者前傳。

## 個人生活
斯特拉日恩斯基生於美國紐澤西州，他的祖父母來自白俄羅斯，在1917年俄國革命移民美國，父親在美國出生，在波蘭、德國和俄國住過。家裡信仰天主教。
根據他2019年的自傳，他從小受到父親的家暴，這個秘密他先前一直未曾公開。
他在聖地牙哥州立大學雙主修心理學和社會學，並輔修哲學和文學。在念大學時，他常在學生報紙《阿茲提克日報（The Daily Aztec）》發表文章，文章之多有時該報被戲稱為「喬的日報」。
他在聖地牙哥州立大學時結識了Kathryn M. Drennan，兩人在1981年搬至洛杉磯，1983年結婚。兩人在2002年分手，2008離婚。在兩人分開後不久，他和先前在《巴比倫五號》結識的演員派翠西亞·托爾曼交往，兩人並在商務上合作。在2013年兩人結束關係。
大約在2000年代中，他因為角膜內皮失養症漸漸失去視力，也因此停止創作漫畫，所幸在2016年等到新的實驗性醫療技術。
他不喜歡可愛的東西，在製作《巴比倫五號》時彼得·大衛送了他一隻上面有他名字縮寫的泰迪熊，他的回應是讓劇中的主角（名字縮寫也是JS）把它丟到外太空。但是他曾養過一隻貓，是他從後院下水道中救出的。

## 寫作經歷
因為寫作的收入不穩定，斯特拉日恩斯基常同時跨足多種不同類型的寫作，包括新聞和評論、科幻小說、科幻電視劇、電影、超級英雄漫畫、非文學作品等等。他每隔一段時間就會放下他某一個他熟悉的媒介，專注在某個較不熟悉的格式。
他在1970年代是名採訪記者，曾在洛杉磯時報等報社工作，並曾替時人等雜誌撰文。1980年代開始寫作動畫、電視影集和漫畫。
在1980年代，為了動畫，他放下了採訪報導。他參與了包括《太空超人》和其衍生的《神力女超人》以及動畫版的《魔鬼剋星》等電視卡通的編劇。他還出版了編劇教學用書《The Complete Book of Scriptwriting 》，曾是業界的重要參考用書。
在電視劇方面，他在《飛龍特攻隊》中擔任了實質上的總編劇，並也參與了《陰陽魔界》等恐怖劇集。1990年代他放下動畫，專注於利用他的編劇經驗，獨立創作了科幻影集《巴比伦五号》，擔任總編劇和製作人。在一共110集中，斯特拉日恩斯基写了91集，包括中間有連續的59集（所有第三、四季、以及第五季只有一集不是他写的），是電視史上的創舉。他还撰写了4部《巴比伦五号》的电影剧本。巴比倫五號引入了連續的故事線，影響了後來許多科幻影集。
漫畫方面，斯特拉日恩斯基從小就是漫畫迷，並且每部漫畫都會看兩次，第一次是看故事，第二次仔細分析劇情安排的手法和優缺點。他從1980年代開始，由一些他參與過的劇集的改編漫畫開始寫作，到2000年代他正式放下電視劇，創作了許多期DC漫畫和漫威漫畫超級英雄連載。他替《索爾》系列重新注入活血，並寫了《蜘蛛人》漫畫中的幾條主要故事線；2001年12月刊出，弔念911事件的「黑色封面」蜘蛛人漫畫也是斯特拉日恩斯基所創作。他還創作了自己的原創漫畫系列，包括《Rising Stars》和《Midnight Nation》。
在2000年代他還寫作了一些電影劇本，包括《陌生的孩子》、《末日之戰》和《雷神索爾》。
在2010年代眼疾治好後，又放棄漫畫，去創作小說和劇本。他在Netflix和華卓斯基姐妹合作編劇和製作了《超感8人組》。

## 工作室
斯特拉日恩斯基在1980年代後期開始寫作漫畫，1998年他在Top Cow公司底下建立了自己的出版商標喬的漫畫（Joe's Comics）。
2012年斯特拉日恩斯基成立JMS工作室，專門製作影集、電影、漫畫，以至於遊戲和網路劇，並且和映像漫画公司一起發展喬的漫畫。後來該工作室參與製作了Netflix影集超感8人組。

## 榮譽
下表僅節錄部份：
| 年份 | 獎名                         | 項目               | 作品名                                              | 結果 | 參考資料 |
| ---- | ---------------------------- | ------------------ | --------------------------------------------------- | ---- | -------- |
| 1988 | 布萊姆·斯托克獎              | 最佳小說處女作     | Demon Night                                         | 提名 | [ 14 ]   |
| 1996 | 雨果獎                       | 最佳戲劇表現       | 《巴比倫五號》第二季第九集〈The Coming of Shadows〉 | 獲獎 | [ 15 ]   |
| 1997 | 雨果獎                       | 最佳戲劇表現       | 《巴比倫五號》第三季第十集〈Severed Dreams〉        | 獲獎 | [ 16 ]   |
| 2002 | 艾斯納獎                     | 最佳系列故事       | 《The Amazing Spider-Man: Coming Home》             | 獲獎 | [ 17 ]   |
| 2009 | 英國電影學院獎               | 最佳原創劇本       | 《陌生的孩子》                                      | 提名 |          |
| 2009 | 土星獎                       | 最佳寫作           | 《陌生的孩子》                                      | 提名 | [ 18 ]   |
| 2013 | 聖地牙哥國際漫畫展國際偶像獎 | 不適用             | 不適用                                              | 獲獎 | [ 19 ]   |
| 2016 | GLAAD媒體獎                  | 最佳劇集           | 《超感八人組》                                      | 獲獎 | [ 20 ]   |
| 2016 | 土星獎                       | 最佳新媒體電視影集 | 《超感八人組》                                      | 提名 | [ 21 ]   |

1992發現的8379小行星以他的名字命名。

## 外部連結
- 约瑟夫·迈克尔·斯特拉日恩斯基在互联网电影资料库（IMDb）上的資料（英文）
- 網路推理小說資料庫上的约瑟夫·迈克尔·斯特拉日恩斯基
- 漫画书数据库：约瑟夫·迈克尔·斯特拉日恩斯基
- J. Michael Straczynski at B5races
- JMSNews （页面存档备份，存于）